# عسل‌یاب بزرگ
عسل‌یاب بزرگ (نام علمی: Indicator indicator) پرنده‌ای از خانوادۀ عسل‌یابان است، پرندگان دیرین‌گرمسیری نزدیک گنجشک‌سانان مرتبط با دارکوب‌ها هستند. نام‌های انگلیسی و علمی آن به عادت آن در راهنمایی کردن مردم به کلنی‌های زنبور عسل اشاره دارد. ادعاهایی مبنی بر هدایت جانوران غیرانسانی نیز مورد مناقشه است.
عسل‌یاب بزرگ یک زادآور ساکن در جنوب صحرای آفریقا است. این گونه در انواع زیستگاه‌های دارای درخت، به ویژه جنگل‌های باز خشک، یافت می‌شود، اما در جنگل‌های بارانی غرب آفریقا وجود ندارد.